# Kitty O’Brien Joyner
Kitty O'Brien Joyner (ur. 11 lipca 1916 w Charlottesville, zm. 16 sierpnia 1993) – amerykańska inżynier elektryk pracująca w National Advisory Committee for Aeronautics (NACA), a następnie w National Aeronautics and Space Administration (NASA) po zastąpieniu NACA w 1958. Była pierwszą kobietą, która ukończyła program inżynieryjny Uniwersytetu Wirginii w 1939 roku, otrzymując po ukończeniu nagrodę Algernon Sydney Sullivan. Kiedy w tym samym roku została zatrudniona przez NACA, została pierwszą inżynierką w organizacji, ostatecznie awansując na stanowisko Branch Head i zarządzając kilkoma tunelami aerodynamicznymi. Jej praca przyczyniła się do badań nad aeronautyką, lotami naddźwiękowymi, profilami i standardami projektowania samolotów.

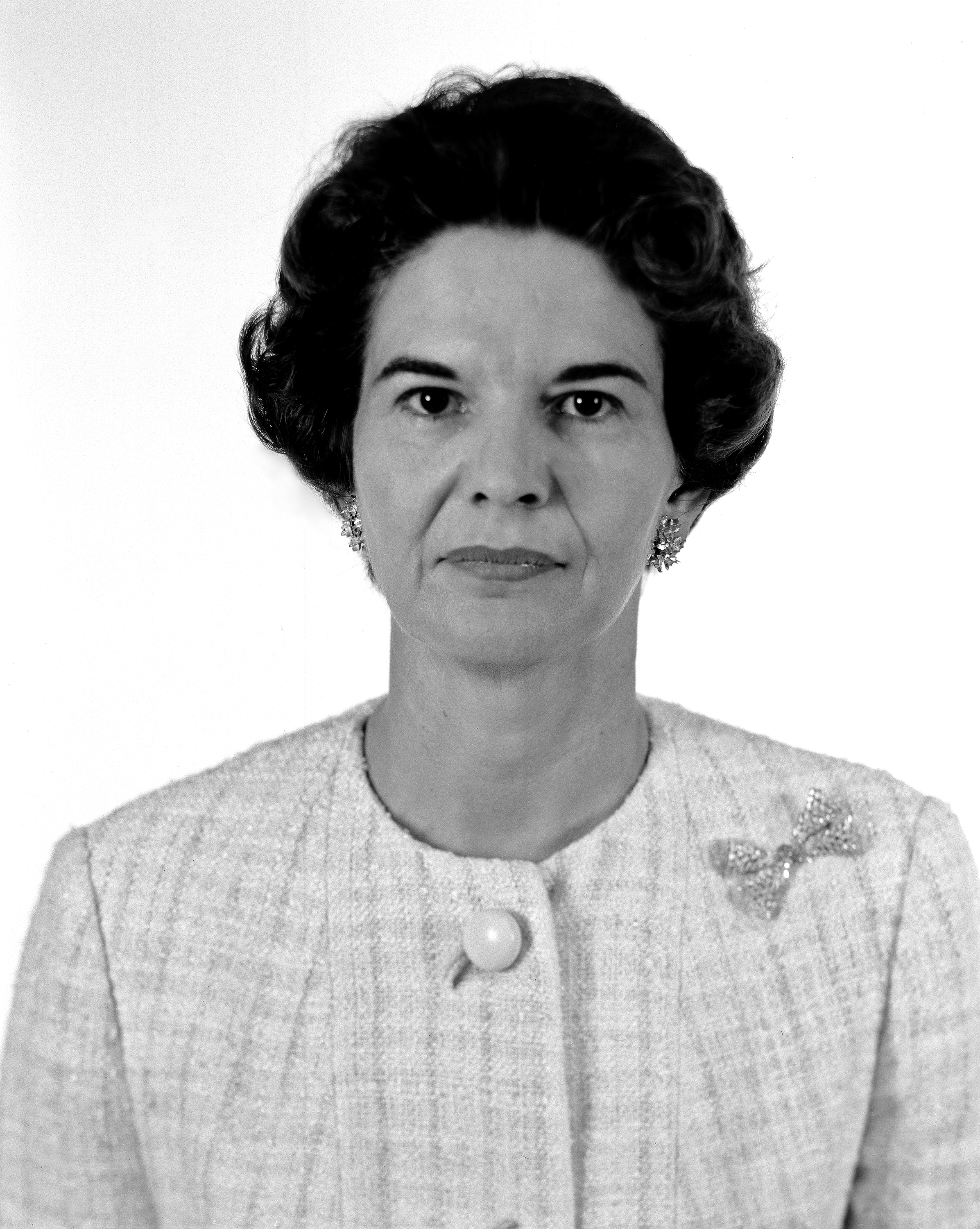
Joyner w 1964 roku

## Życiorys
Kitty Wingfield O'Brien urodziła się 11 lipca 1916 roku w Charlottesville w Wirginii. Jej ojciec był inżynierem, co zainspirowało ją do podążania tą samą ścieżką. Po ukończeniu szkoły średniej chciała studiować na University of Virginia (UVA). Prawo stanu Wirginia zezwalało kobietom na uczęszczanie na uniwersytety publiczne od 1920 r., ale UVA wprowadziło kilka przeszkód dla kobiet, wymagając, aby te najpierw uczęszczały do szkoły w innym miejscu przez dwa lata i miały co najmniej 20 lat. O'Brien zatem uczęszczała do Sweet Briar College przez dwa lata między 1935 a 1937, a następnie pomyślnie złożyła wniosek do UVA o przyjęcie.
W swoim czasie w UVA była sekretarzem lokalnego oddziału American Institute of Electrical Engineering i członkinią uniwersyteckiego stowarzyszenia inżynierów. Była także prezeską jej stowarzyszenia Chi Omega i przewodniczącą stowarzyszenia Woman's Student. W 1939 roku została pierwszą kobietą, która ukończyła UVA z tytułem licencjata w dziedzinie elektrotechniki. Otrzymała Algernon Sydney Sullivan Award, którą uniwersytet przyznaje co roku dwóm absolwentom szkół wyższych "za doskonałość charakteru i służbę ludzkości".
NACA Langley Memorial Aeronautical Laboratory (później Langley Research Center) zatrudniło Joyner we wrześniu 1939 roku, czyniąc ją tamtejszą pierwszą inżynierką. Organizacja rozwijała swoje badania i rozwój w dziedzinie aeronautyki jeszcze przed II wojną światową. Jej kariera rozwinęła się, kiedy przeniosła swoją uwagę z inżynierii lądowej na elektryczną. Do jej obowiązków należało zarządzanie systemami elektrycznymi w kilku tunelach aerodynamicznych, w tym naddźwiękowych tunelach aerodynamicznych. Kontynuowała pracę w Langley przez ponad trzy dekady, kontynuując pracę w NASA, która zastąpiła NACA w 1958 roku.
W trakcie swojej kariery w NACA/NASA, Joyner wniosła wkład w badania w dziedzinie aeronautyki, lotów naddźwiękowych i projektowania profili lotniczych. Jej praca miała implikacje dla wojskowych i komercyjnych zastosowań lotniczych, a ona sama miała wpływ na tworzenie standardów projektowania samolotów, które wciąż po latach były istotne. Odeszła z NASA w maju 1971 r.
Joyner działała w organizacjach i stowarzyszeniach inżynieryjnych. Była członkinią Institute of Electrical and Electronics Engineers (IEEE) oraz Honorary Life Member of the Engineers Club of the Virginia Peninsula.
O'Brien poślubiła Upshura T. Joynera, fizyka, który również pracował w NACA/NASA. Razem mieli dwoje dzieci: syna imieniem Upshur O'Brien Joyner, który zmarł na białaczkę w wieku 47 lat w 1990 roku, oraz córkę Kate Bailey. W 1971 roku Kitty i Upshur przeszli na emeryturę. Zamieszkali w Poquoson w Wirginii.
Oprócz swojej zawodowej i osobistej działalności inżynierskiej była członkinią P.E.O. Sisterhood, Daughters of the American Colonists i United Daughters of the Confederacy. W 1992 r. otrzymała Winnie Davis Award.
Joyner zmarła 16 sierpnia 1993 roku w wieku 77 lat. Jej mąż zmarł kilka miesięcy później, w listopadzie 1993 roku, w wieku 85 lat.